# Spremište za zrakoplove
Spremište za zrakoplove ili posuđenica hangar  (iz francuskog hangar – šupa ili zaštitni krov) građevina je u čijoj se unutrašnjosti čuvaju zrakoplovi. Uglavnom su metalne, drvene ili betonske konstrukcije.
Mogu biti opremljeni i za održavanje ili gradnju zrakoplova.